# Nacionalni muzej Irana
Nacionalni muzej  Irana (perzijsko موزهٔ ملی ایران‎, Mūze-ye Melli-ye Irān) je muzej v Teheranu, Iran. Sestavljata ga dva muzeja: Muzej starodavnega Irana (Mūze-ye Irān-e Bāstān) in Muzej islamske arheologije in umetnosti Irana. Ustanovljena sta bila leta 1937 oziroma 1972.
V muzejih so zbrani zgodovinski predmeti od  prazgodovine  do srednjega veka, vključno s keramičnim posodjem, kovinskimi predmeti, ostanki tekstila in nekaj redkimi knjigami in kovanci. Muzej ima tudi več raziskovalnih oddelkov, specializiranih za različna zgodovinska obdobja in arheološke teme.

## Zgodovina
Opečnato zgradbo Muzeja starodavnega Irana sta na začetku 20. stoletja zasnovala francoska arhitekta André Godard in Maxime Siroux. Nanjo so vplivali sasanidski oboki, zlasti  Taq Kasra v Ktezifonu. Gradnja zgradbe, ki meri 11.000 m2, se  je začela leta 1935 pod vodstvom Abbasa Ali Memarja in Morada Tabrizija in končala dve leti kasneje. Muzej je bil uradno odprt leta 1937. 
Muzej islamskega obdobja je bil zgrajen kasneje iz belega travertina ob Muzeju starodavnega Irana. Doživel je nekaj notranjih sprememb in se po islamski revoluciji leta 1972 še vedno vsebinsko prenavlja.
Medtem ko je imel muzej starodavnega Irana vedno jasno poslanstvo za prikaz arheoloških relikvij,  nekaj redkega srednjeveškega tekstila in kosov preprog, so se v novejšem kompleksu začeli pojavljati tudi izjemni lončarski primerki amlaške kulture iz prazgodovinskih regij ob iranskem delu Kaspijskega jezera. Sledilo  je nekaj sodobnih del ter večkratno žlebljenje in preoblikovanje notranjosti.
Muzej starodavnega Irana ima dva nadstropji. V njem so razstavljeni artefakti in fosili iz spodnjega, srednjega in zgornjega paleolitika, neolitika, bakrene dobe, zgodnje in pozne bronaste dobe ter železne dobe I-III skozi medijsko, ahemenidsko, selevkidsko, partsko in sasanidsko dobo.
Novejši del muzeja ima tri nadstropja. V njem so razstavljeni lončenina, tesktil, besedila, umetnine, astrolabi in  kaligrafija iz iranskega postklasičnega obdobja.

## Zbirke
Najstarejši muzejski artefakti so iz Kašafruda, Darbanda in Šivatuja iz obdobja spodnjega paleolitika. V prvi dvorani Muzeja starodavnega Irana so na ogled tudi musterijska kamnita orodja neandertalcev. Najpomembnejša orodja iz zgornjega paleolitika so orodja iz  Yafteha, stara približno 30.000 do 35.000 let. Med številnimi drugimi starodavnimi artefakti je tudi 9000 let stara figurica človeka in živali iz Sarabove gomile v Kermanšahu.

## Razstave
Pritličje novejšega kompleksa je posvečeno sodobnim razstavam. Vsako leto se pripravijo dve ali tri razstave, ki trajajo mesec ali dva. Ena od najuspešnejših je imela naslov Dokazi za dvesto tisoč let človeško-živalskih vezi v Iranu, ki je bila odprta od  avgusta do oktobra 2014. Razstava je govorila predvsem o odnosu in sobivanju preteklih človeških družb in različnih živalskih vrst v Iranu od poznega spodnjega paleolitika do sodobnega časa.

## Galerija
- Vhod v Muzej starodavnega Irana
- Muzej islamskega obdobja Irana
- Zlata čaša iz Marlika (železna doba)
- Kip bika iz Marlika (železna doba)
- Sekač iz Kašafruda (spodnji paleolitik)
- Orodje iz Amar Merdega (spodnji paleolitik)
- Glinena figurica divjega prašiča iz Tepe Saraba (neolitik)
- Slani mož
- Glinena figurica boginje plodnosti iz Tepe Saraba (neolitik)
- Kloritni predmet s podobo Gospodarja živali iz Kermana (bronasta doba I)
- Elamski kip bika
- Partska kraljica Temuza
- Kip partskega plemiča
- Kip mastifa iz Perzepolisa
- Kip Dareja I.
- Kip sasanidskega plemiča iz Hadžiiabada, Fars
- Okrašena keramična skleda iz Gorgana (9. stoletje)
- Vodna pipa (19. stoletje)
- Seldžuška galerija
- Portret avtorja Abol-Hasana Qaffarija (akvarel, 18. stoletje)